# 新樂街
新樂街（Sinle St.）位於高雄市鹽埕區，有「高雄黃金街」之稱，在1960年代到1970年代的高雄相當繁榮，因為在這條街道上有擁有相當多的銀樓，故以黃金街之名而聞名，但在鹽埕區沒落後，這條街道也不如以往熱鬧了。

## 地理位置
黃金街的正式名稱是新樂街，此名的由來是為了慶祝中華民國主張之「台灣光復」，起端為大成街，末端於鼓山一路。

## 發展時期
1939年在台灣日治時期時，日本人將市役所(即市政府)遷移至鹽埕區的愛河旁，此後，人口即不斷遷入，商店也紛紛在此設立，此地開始變的相當繁榮。

## 極盛時期
在中華民國接管臺灣之後，政府在高雄設立加工出口區，而越戰時美軍也時常來鹽埕區渡假，各種的商店紛紛在此設點，此地的交易情形變的相當熱絡，而臺南和茄萣的金飾商人也於此時在新樂街聚集，新樂街的銀樓業就此開展。
由於新樂街的金飾做工精細，吸引了許多人來購買，大新百貨也在此設點，此舉為新樂街帶來了更多人潮，而更多的銀樓也在此成立，在五、六年之間，街上的銀樓增加到五、六十家，黃金街之名就此傳開。

## 沒落時期
由於大高雄地區近郊的開發，再加上鹽埕區地價昂貴，人口開始外流，大新百貨的營運也不如以往，連帶地銀樓業也不像過去發達，但在街上仍有約45%的銀樓。
在1996年後，高雄市政府力求重新發展黃金街，為此統一了街上的商店招牌(紅底黃字)，並在街上設置了造型款式都相當優美的路燈，以重新找回黃金街過往的輝煌情況。但此統一招牌的舉動也造成了部分人士的反彈，認為這樣太過單調，並不美觀。

## 主要設施
此街道上有多間茶飲店，當地人亦俗稱奶茶街
- 高雄市立鹽埕國中
- 樺達奶茶鹽埕總店
- 捷運鹽埕埔站
- 高雄市鹽埕地政事務所

## 公共自行車
- 高雄市公共自行車租賃系統：
  - 鹽埕國中：新樂街46號東側
  - 新樂截流抽水站（尚未啟用）：河西路10號東側(河濱步道)